# Лимарчук Володимир Сергійович
Володи́мир Сергі́йович Лимарчу́к — солдат Збройних сил України, учасник російсько-української війни.

## Нагороди
За особисту мужність і героїзм, виявлені у захисті державного суверенітету та територіальної цілісності України, вірність військовій присязі під час російсько-української війни
- нагороджений орденом За мужність III ступеня (22.1.2015).